# عراكبي علي الفضل (لودر)

تعديل مصدري - تعديل

عراكبي علي الفضل هي إحدى قرى عزلة زارة بمديرية لودر التابعة لمحافظة أبين، بلغ تعداد سكانها 66 نسمة حسب تعداد اليمن لعام 2004.